# 孟戏
孟戏（?—?），中国商朝人物。嬴姓。伯益的来孙。据记载孟戏的弟弟中衍是鸟身人言，一种说法是身体是鸟而能人言，另一种说法是是口和手足像鸟。所以称之为鸟俗氏。  